# Estação Insurgentes
A Estação Insurgentes é uma das estações do Metrô da Cidade do México, situada na Cidade do México, entre a Estação Cuauhtémoc e a Estação Sevilla. Administrada pelo Sistema de Transporte Colectivo, faz parte da Linha 1.
Foi inaugurada em 4 de setembro de 1969. Localiza-se no cruzamento da Avenida Chapultepec com a Avenida de los Insurgentes. Atende os bairros Juárez e Roma Norte, situados na demarcação territorial de Cuauhtémoc. A estação registrou um movimento de 21.737.014 passageiros em 2016.